# Musée de l'Holocauste de Rio de Janeiro
Le  Musée de l'Holocauste de Rio de Janeiro est inauguré le 14 décembre 2020, à Rio de Janeiro au Brésil. Il ouvre ses portes le 19 janvier 2023.

## Histoire
Le 14 décembre 2020, le Musée de l'Holocauste de Rio de Janeiro est inauguré,,. Il ouvre ses portes le 19  janvier 2023,,,.

## Localisation
- Adresse: Alameda Embaixador Sanchez Gavito, s/n - Mirante do Pasmado, Botafogo (Accès à partir de la rue General Severiano)[8].

## Heures de visite
- Jeudi à dimanche, de 10 a.m. à 6 p.m. (dernière entrée à 5 p.m.)[8].